# Guardbridge
Guardbridge è un villaggio situato nel nord-est del Fife, Scozia, Regno Unito, a circa 5 km da St Andrews, sull'estuario del fiume Eden. 
Il villaggio deriva il suo nome dal ponte del XV secolo fatto costruire dal vescovo Henry Wardlaw che fondò la St. Andrews University. 
Guardbridge è un villaggio dormitorio per i pendolari che si recano nelle vicine St Andrews e Dundee a svolgere la propria attività lavorative.